# Sant'Antioco
Pour les articles homonymes, voir Sant'Antioco (homonymie).
Sant'Antioco (sarde : Santu Antiogu) est une commune italienne d'environ 11 300 habitants, située  sur l'île de Sant'Antioco, dans l'archipel du Sulcis, province de Sardaigne du Sud, en Sardaigne.

## Géographie
Sant'Antioco est, avec Calasetta, une des 2 communes de l'île éponyme.
La ville de Sant'Antioco est située à l'est de l'île, près du pont routier qui relie la relie à la Sardaigne. L'île de Sant'Antioco est voisine de l'île San Pietro.

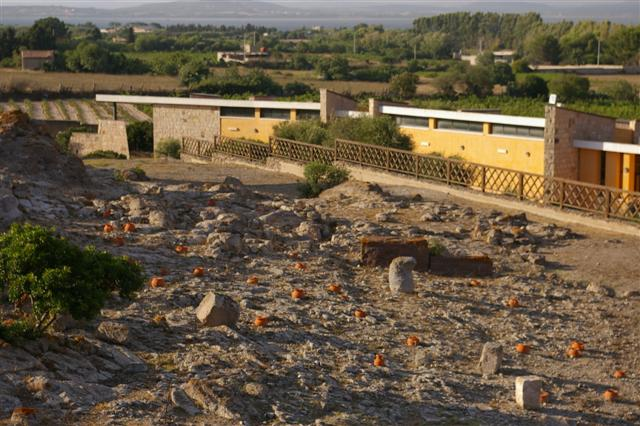
Tophet de Sulky.

## Histoire
Le territoire est habité depuis la préhistoire. Les Phéniciens ont fondé la ville de Sulky au VIIIe siècle av. J.-C.
Sulky a été abandonnée définitivement au haut Moyen Âge à cause des raids sarrasins. La ville actuelle de Sant'Antioco a été fondée au XVIIIe siècle.

### Origine du nom
Au IIe siècle après Jésus-Christ, la religion chrétienne fut soutenue par Sant'Antioco (Saint Antiochus) qui venait de Mauritanie; d’où le nom de l’île et de la commune.
Une des premières églises chrétiennes de la Méditerranée y existe encore aujourd’hui, restaurée, jouant le rôle de « basilique mineure ». On peut y visiter les catacombes de Sant'Antioco.

## Monuments
- Monuments de la période nuragique, ruine de Sulky, cité phénico-punique et romaine.

## Événements
- La fête de Sant'Antioco (Antioco di Sulcis)[2], protecteur de l'île[3] et saint patron de la Sardaigne a lieu tous les ans, quinze jours après Pâques. Cette fête est la plus ancienne fête religieuse répertoriée en Sardaigne. Le premier témoignage remonte à 1360. Une seconde édition de la fête a lieu le premier Août.
- Entre le 15 mai et le 15 juin, au passage des thons dans le canal reliant Sant'Antioco à San Pietro, a lieu la "mattanza", c’est-à-dire la pêche au thon rouge (Thunnus thynnus).

## Gastronomie
La gastronomie locale se caractérise par des plats avec des produits de la terre ou de la mer et des vins comme le vignoble "carignano" qui a été introduit par les Phéniciens.

## Administration
| Période                                  | Période     | Identité                    | Étiquette | Qualité |
| ---------------------------------------- | ----------- | --------------------------- | --------- | ------- |
| 28 mai 2002                              | 29 mai 2007 | Isauro Baghino, dit Eusebio |           |         |
| 29 mai 2007                              | En cours    | Mario Corongiu              |           |         |
| Les données manquantes sont à compléter. |             |                             |           |         |

### Hameaux
Maladroxia

### Communes limitrophes
Calasetta, San Giovanni Suergiu

## Personnalités
- Chiara Vigo, tisseuse.